# Ceratitis obtusicuspis
Ceratitis obtusicuspis
 es una especie de insecto del género Ceratitis de la familia Tephritidae del orden Diptera. 
Meyer y Amnon Freidberg la describieron científicamente por primera vez en el año 2006.